# Якуненко, Александр Иванович
Алекса́ндр Ива́нович Якуне́нко (18 марта 1918 — 7 ноября 1993) — советский лётчик-штурмовик, Герой Советского Союза (1945), участник Великой Отечественной и Советско-японской войн.

## Биография
Родился 18 марта 1918 года в деревне Клин ныне Починковского района Смоленской области. Русский. Юность провёл в Донецкой области (УССР). Окончил 7 классов и школу ФЗУ. Работал шлифовщиком на заводе «Автостекло» в городе Константиновка (Донецкая область). В 1939 году окончил Константиновский аэроклуб.
В армии с 1939 года. В 1940 году окончил Конотопскую школу младших авиационных специалистов. Служил мотористом в строевых частях ВВС.
Участник Великой Отечественной войны: в июне-августе 1941 года — моторист 241-го штурмового авиационного полка (Западный фронт); в августе 1941 — декабре 1942 года — авиамеханик 198-го штурмового авиационного полка (Западный фронт).
В 1943 году в 1-й учебно-тренировочной бригаде переучился на лётчика. Вернулся на фронт, где начал летать на штурмовике Ил-2.
В сентябре 1943 — сентябре 1944 года — лётчик, командир звена, заместитель командира авиаэскадрильи 198-го штурмового авиационного полка. В 1945 окончил курсы командиров авиаэскадрилий (город Липецк). В марте-мае 1945 — командир авиаэскадрильи 198-го штурмового авиационного полка. Воевал на Западном и 2-м Белорусском фронтах. Всего за время войны совершил более 104 боевых вылетов на штурмовике Ил-2.
За мужество и героизм, проявленные в боях, лейтенанту Якуненко Александру Ивановичу Указом Президиума Верховного Совета СССР от 23 февраля 1945 года присвоено звание Героя Советского Союза с вручением ордена Ленина и медали «Золотая Звезда» (№ 5334).
Участник войны с Японией в августе 1945 года в должности командира авиаэскадрильи 75-го штурмового авиационного полка (1-й Дальневосточный фронт).
После войны продолжал службу в ВВС. С 1956 года капитан А. И. Якуненко — в запасе.
Жил в городе Жуковский Московской области. Работал механиком на домостроительном комбинате. Умер 7 ноября 1993 года.

## Награды
- медаль «Золотая Звезда» Героя Советского Союза (23.02.1945, № 5334);
- орден Ленина;
- орден Красного Знамени;
- орден Отечественной войны I степени;
- орден Отечественной войны II степени;
- орден Красной Звезды;
- медали.

## Память
- Похоронен на кладбище посёлка Островцы Раменского района Московской области.